# Danh sách tập của Siêu trí tuệ Trung Quốc (mùa 10)
Dưới đây là danh sách các tập của chương trình Siêu trí tuệ (Trung Quốc) mùa 10 được phát sóng năm 2023.

## Vòng 1 - Khiêu chiến não vương
| Chú giải | Thắng/Tấn cấp | Thua/Chưa Tấn cấp | Bị loại |

### Tập 1
| Thử thách            | Mô tả | Kết quả |
| -------------------- | --- | --- |
| Tung hoành ngang dọc | Trên sân khấu có một vài mảnh ghép mê cung bất quy tắc, tất cả mảnh ghép Mê cung sẽ theo thứ tự từng nhóm lần lượt từ trên không hạ xuống và dừng lại một chút. Tuyển thủ cần từ mặt chính diện quan sát các mảnh ghép hướng ngang, từ mặt cạnh quan sát các mảnh ghép hướng dọc. Sau đó trong não lắp ghép thành một Mê cung hoàn chỉnh, đồng thời vẽ ra lộ tuyến chính xác ra khỏi mê cung. Xếp hạng dựa theo thời gian hoàn thành. | 1. Dương Dịch 2. Chu Huy Vũ 3. Bạch Vũ Bằng Trận này để tam vương chào sân trước các tân binh và xác định số chiến thư mỗi người phải nhận sau đó. |

49 tuyển thủ tân binh gửi thư khiêu chiến đến 3 vị não vương. Ba vị não vương dựa theo thành tích thi đấu trận Tam vương đối quyết mà chọn tiếp nhận 5, 8 hay 10 chiến thư. Tổng cộng sẽ có 24 tuyển thủ (1 tuyển thủ do khách mời chọn thêm) được 3 Não vương tiếp đấu.
- Chu Huy Vũ tiếp nhận 6 chiến thư
- Dương Dịch tiếp nhận 8 chiến thư
- Bạch Vũ Bằng tiếp nhận 10 chiến thư

24 tân binh sẽ so tài với Não vương mình chọn. Nếu thứ hạng của tân binh cao hơn não vương tức khiêu chiến thành công, có thể lấy từ não vương 1 huy chương vinh dự, ngược lại tức khiêu chiến không thành công, đối mặt với nguy cơ bị loại. Nếu não vương không lấy được hạng 1 thì số người xếp hạng cao hơn não vương sẽ là nhưng người vượt qua não vương này. Sau hai vòng khiêu chiến, nếu tổng số người vượt qua não vương lớn hơn 10 người thì não vương có số người vượt qua nhiều nhất sẽ đối diện với nguy cơ bị loại.
| Thử thách          | Mô tả | Kết quả               |
| ------------------ | --- | --------------------- |
| Tinh trận lục giác | Trong tinh trận lục giác trên sân khấu, mỗi ngôi sao lục giác được tạo bởi 2 tam giác đều, với mỗi đỉnh là một quả cầu với màu tương ứng với các số từ 1 đến 6. Giá trị của ngôi sao sẽ bằng giá trị tuyệt đối của hiệu hai tích các số trên hai tam giác. Mỗi tuyển thủ có một tổ ong, với một số ô đã điền sẵn số. Tuyển thủ cần chọn các ngôi sao phù hợp để khi thay các ngôi sao này bởi giá trị của chúng thì tất cả các hàng, cột, đường chéo trên tổ ong đều có tổng bằng nhau. | Bạch Vũ Bằng          |
| Tinh trận lục giác | Trong tinh trận lục giác trên sân khấu, mỗi ngôi sao lục giác được tạo bởi 2 tam giác đều, với mỗi đỉnh là một quả cầu với màu tương ứng với các số từ 1 đến 6. Giá trị của ngôi sao sẽ bằng giá trị tuyệt đối của hiệu hai tích các số trên hai tam giác. Mỗi tuyển thủ có một tổ ong, với một số ô đã điền sẵn số. Tuyển thủ cần chọn các ngôi sao phù hợp để khi thay các ngôi sao này bởi giá trị của chúng thì tất cả các hàng, cột, đường chéo trên tổ ong đều có tổng bằng nhau. | 10 tuyển thủ tân binh |

### Tập 2
| Thử thách          | Mô tả | Kết quả              |
| ------------------ | --- | -------------------- |
| Thần long bài vĩ   | Tuyển thủ sẽ nhận được một hình khai triển 6 mặt của khối lập phương do 6 mã QR tạo thành. Sau đó, trong lượng lớn trường long lâp phương trên sân, tìm ra con trường long sau khi ghép tạo thành khối lập thể này khôi phục lại rồi quét từng mặt kiểm tra. Đúng 6 mặt tức khiêu chiến thành công.                              | Chu Huy Vũ           |
| Thần long bài vĩ   | Tuyển thủ sẽ nhận được một hình khai triển 6 mặt của khối lập phương do 6 mã QR tạo thành. Sau đó, trong lượng lớn trường long lâp phương trên sân, tìm ra con trường long sau khi ghép tạo thành khối lập thể này khôi phục lại rồi quét từng mặt kiểm tra. Đúng 6 mặt tức khiêu chiến thành công.                              | 8 tuyển thủ tân binh |
| Cực hạn trùng điệp | Mỗi tuyển thủ nhận được 3 tấm ảnh, mỗi tấm là do một tấm ảnh gốc với hoa văn trừu tượng sau khi trải qua 3 lần gấp lại mà thành. Tuyển thủ trong thời gian quy định quan sát các ảnh trên sân khấu và tìm ra 3 tấm tương ứng với 3 tấm ảnh cực hạn trùng điệp nhận đươc. Xếp hạng dựa theo tỷ lệ chính xác và thời gian đã dùng. | Dương Dịch           |
| Cực hạn trùng điệp | Mỗi tuyển thủ nhận được 3 tấm ảnh, mỗi tấm là do một tấm ảnh gốc với hoa văn trừu tượng sau khi trải qua 3 lần gấp lại mà thành. Tuyển thủ trong thời gian quy định quan sát các ảnh trên sân khấu và tìm ra 3 tấm tương ứng với 3 tấm ảnh cực hạn trùng điệp nhận đươc. Xếp hạng dựa theo tỷ lệ chính xác và thời gian đã dùng. | 6 tuyển thủ tân binh |

Vòng khiêu chiến đầu tiên kết thúc, các tuyển thủ chưa vượt qua được não vương mình chọn để khiêu chiến (tất cả 24 tuyển thủ do không ai vượt qua được não vương) và các tuyển thủ còn lại tham gia thi đấu, 40 tuyển thủ hoàn thành trước sẽ tấn cấp, còn lại bị loại. Tuyển thủ Cung Thế Kỳ rút lui và được thay bởi tuyển thủ Vương Hạc Trừng.
| Thử thách         | Mô tả | Kết quả                                                                                        |
| ----------------- | --- | ---------------------------------------------------------------------------------------------- |
| Lục biên tốc hoạt | Trong một bàn lục giác đều phân bố các tam giác được đánh số từ 1 đến 22 một cách ngẫu nhiên. Tuyển thủ di chuyển các khối tam giác để xếp chúng theo thứ tự ban đầu từ số 1 đến sô 22. | 40 tuyển thủ hoàn thành đầu tiên                                                               |
| Lục biên tốc hoạt | Trong một bàn lục giác đều phân bố các tam giác được đánh số từ 1 đến 22 một cách ngẫu nhiên. Tuyển thủ di chuyển các khối tam giác để xếp chúng theo thứ tự ban đầu từ số 1 đến sô 22. | 9 tuyển thủ chưa hoàn thành (tuyển thủ Vương Hạc Trừng được đi tiếp do đứng đầu trong 9 người) |

### Tập 3
40 tuyển thủ chia thành từng cặp thi đấu với nhau tại 2 hạng mục, thắng ở lại, thua bị loại.
| Thử thách        | Mô tả | Kết quả                                                                                  |
| ---------------- | --- | ---------------------------------------------------------------------------------------- |
| Số tự mê tung    | Trong bàn hình vuông 8vx 8, mỗi hai con số gần nhau nếu có ước chung lớn nhất thì có thể nối với nhau. Đem tất cả các số trong bàn nối với nhau thành một đường duy nhất không trùng lặp, không giao nhau tức khiêu chiến thành công. | 12 tuyển thủ thắng trận                                                                  |
| Số tự mê tung    | Trong bàn hình vuông 8vx 8, mỗi hai con số gần nhau nếu có ước chung lớn nhất thì có thể nối với nhau. Đem tất cả các số trong bàn nối với nhau thành một đường duy nhất không trùng lặp, không giao nhau tức khiêu chiến thành công. | 8 tuyển thủ thua cuộc (Chu Khoa Kỳ, Cát Văn Đình được ban giám khảo quyết định hồi sinh) |
| Cửu đỉnh chi cục | Trong một hình vuông 9 x 9 xếp ngẫu nhiên 9 loại văn tự khác nhau và một số nút xoay. Mỗi lần nút xoay chuyển động, 4 khối liền kề sẽ xoay {\displaystyle 90^{\circ }} theo chiều kim đồng hồ. Tuyển thủ thông qua ấn các nút xoay trên bàn để văn tự trên mỗi hàng và cột đều khác nhau. Người hoàn thành trước và dùng số bước ít hơn sẽ giành chiến thắng. Nếu số bước bằng nhau, người dùng thời gian ít hơn sẽ chiến thắng. | 10 tuyển thủ thắng trận                                                                  |
| Cửu đỉnh chi cục | Trong một hình vuông 9 x 9 xếp ngẫu nhiên 9 loại văn tự khác nhau và một số nút xoay. Mỗi lần nút xoay chuyển động, 4 khối liền kề sẽ xoay {\displaystyle 90^{\circ }} theo chiều kim đồng hồ. Tuyển thủ thông qua ấn các nút xoay trên bàn để văn tự trên mỗi hàng và cột đều khác nhau. Người hoàn thành trước và dùng số bước ít hơn sẽ giành chiến thắng. Nếu số bước bằng nhau, người dùng thời gian ít hơn sẽ chiến thắng. | 10 tuyển thủ thua cuộc                                                                   |

### Tập 4
22 tân binh bắt cặp thành 11 đội, còn 3 Não vương thì bắt cặp từng đôi bằng cách bốc thăm. 
| Thử thách   | Mô tả | Kết quả                                                                                         |
| ----------- | --- | ----------------------------------------------------------------------------------------------- |
| Số tự mê đồ | Trong bàn cờ phân bố ngẫu nhiên một vài con số, hai số liên tiếp cạnh nhau có thể tạo thành một đoạn thẳng (bao gồm cả đường chéo). Tuyển thủ bổ sung các số vào chỗ trống trong bàn cờ sao cho tất cả các số nối thành một đường hoàn chỉnh thông qua bàn cờ. | Tân bình hoàn thành vòng thi đấu xếp hạng trước được ưu tiên lập đội và suất tham dự chính thức |

Vòng khiêu chiến đối tác:
Mỗi trận của Vòng khiêu chiến đối tác có 5 suất tham dự gồm 3 suất chính thức và 2 suất tham gia thêm. 22 tân binh thông qua vòng xếp hạng lựa chọn đối tác tiến hành lập đội. 
| Thử thách          | Mô tả | Kết quả                                                                                           | Kết quả                           |
| Thử thách          | Mô tả | Đội tân binh                                                                                      | Đội Não vương                     |
| ------------------ | --- | ------------------------------------------------------------------------------------------------- | --------------------------------- |
| Nông trường bò sữa | 8 bò sữa sẽ di chuyển trong nông trường bất quy tắc. Vị trí có 5 con bò trở lên ăn cỏ tức là bãi cỏ chất lượng. Tuyển thủ A thông qua quan sát đường đi của bò sữa tìm ra những bãi cỏ chất lượng chuyển cho tuyển thủ B. Tuyển thủ B nhận những mảnh ghép ngẫu nhiên của bãi cỏ, nguồn nước, nơi đặt camera dựa vào vị trí các bãi cỏ chất lượng mà ghép ra nông trường hoàn chỉnh. Đội hoàn thành trước 20 bãi cỏ chất lượng sẽ chiến thắng. | - 3 đội tân binh vượt qua đội Não vương - 2 đội tân binh không vượt qua đội Não vương (hạng 5, 6) | Dương Dịch, Bạch Vũ Bằng hạng 4   |
| Bí cảnh truy tung  | Trong lượng lớn các mê cung trên sân có các lộ tuyến có thể nối liền với nhau. Tuyển thủ A cần tìm ra 3 tổ mê cung có thể nối với nhau đồng thời chuyển lộ tuyến cho tuyển thủ B. Tuyển thủ B cần ghép chồng các lộ tuyến này lên nhau trên sa bàn, từ đó tìm ra 5 vị trí mà cả 3 lộ tuyến đều đi qua. Trong thời gian quy định, đội tìm ra nhiều vị trí đúng hơn sẽ thắng. Nếu số vị trí đúng như nhau, đội dùng thời gian ít hơn sẽ thắng. | 5 đội tân binh không vượt qua Đội Não vương                                                       | Bạch Vũ Bằng, Chu Huy Vũ hạng 1   |
| Con đường cực tối  | Tuyển thủ A thông qua những con số và hình trên đề Nonogram suy luận ra 16 tấm lát nền xúc giác cho người mù chuyển cho tuyển thủ B. Tuyển thủ B đem các tấm đặt vào trong bảng 4 x 4. Các tấm này có hai loại: Loại có các sọc kẻ dài theo chiều ngang hoặc dọc để chỉ phương hướng. Loại có các hình tròn là tấm cảnh báo. Khi gặp các tấm có các hình tròn cần rẽ góc 90°, gặp các tấm sọc cần đi dọc theo sọc. Tuyển thủ cần tạo lộ tuyến có điểm đầu và điểm cuối của đều là tấm có hình tròn cảnh báo, không giao nhau, không trùng lặp. Trong thời gian quy định là 60 phút, đội nào có lộ tuyến đi qua nhiều tấm hơn sẽ giành chiến thắng. Nếu số tấm đi qua như nhau, đội dùng thời gian ít hơn sẽ thắng. | 5 đội tân binh đều vượt qua Đội Não vương                                                         | Dương Dịch, Chu Huy Vũ hạng chót. |

### Tập 5
Trận đặc cách
Ba vị não vương và các tân binh ở khu vinh dự cùng tham gia trận đặc cách, gồm 3 vòng thi, mỗi vòng giảm dần số người tấn cấp. Cuối cùng tuyển thủ bài danh hạng 1 sẽ có suất đi thẳng vào vòng 3 - Chung kết não vương. Nếu não vương nào có nhiều tân binh vượt qua nhất không được top 1 thì trực tiếp bị loại. 
| Thử thách          | Mô tả | Kết quả                                                                             |
| ------------------ | --- | ----------------------------------------------------------------------------------- |
| Truy tìm ngọc rồng | Radar dò ngọc sẽ dò ra một số tổ hợp ngọc rồng trên sân. Tuyển thủ cần quan sát các viên ngọc nhấp nháy và ghi nhớ. Số lần nhấp nháy lẻ tức là vẫn còn, nhấp nháy chẵn lần tức là biến mất. Cuối cùng, tuyển thủ cần viết ra vị trí không gian tương ứng của các viên ngọc còn lại. Trong thời gian quy định, người hoàn thành trước sẽ giành chiến thắng. | Thạch Minh Hâm hạng 1.                                                              |
| Truy tìm ngọc rồng | Radar dò ngọc sẽ dò ra một số tổ hợp ngọc rồng trên sân. Tuyển thủ cần quan sát các viên ngọc nhấp nháy và ghi nhớ. Số lần nhấp nháy lẻ tức là vẫn còn, nhấp nháy chẵn lần tức là biến mất. Cuối cùng, tuyển thủ cần viết ra vị trí không gian tương ứng của các viên ngọc còn lại. Trong thời gian quy định, người hoàn thành trước sẽ giành chiến thắng. | Dương Dịch (do là não vương có nhiều tân binh vượt qua nhất nhưng không được top 1) |

## Vòng 2 - Sàng lọc cực hạn
23 tuyển thủ còn lại (trừ tuyển thủ Thạch Minh Hâm) lần lượt thi đấu 4 trận tranh ghế Thượng vị (mỗi trận chọn 2 người bước vào khu Thượng vị, riêng trận cuối cùng chỉ lấy 1 người, đồng thời số tuyển thủ bị loại sau mỗi trận bằng đúng số tuyển thủ được lên khu Thượng vị trong trận đó). Sau giai đoạn này, tất cả các tuyển thủ còn lại được xếp vào khu Hạ vị.
Lúc này các tuyển thủ ở khu Hạ vị sẽ tham gia trận tranh tư cách hoán vị, với 2 tuyển thủ có xếp hạng thấp nhất sẽ bị loại, những tuyển thủ còn lại dựa theo thứ tự xếp hạng để lựa chọn thử thách và tuyển thủ ở khu Thượng vị tham gia đối đầu trực tiếp. Tuyển thủ thắng trận đối đầu được vào khu Thượng vị, tuyển thủ thua cuộc bước vào khu Hạ vị. Sau đó, 2 cặp trận tranh tư cách + đối đầu khác được diễn ra theo quy tắc như trên.
Kết thúc vòng này, những tuyển thủ ở khu Hạ vị sẽ bị loại, những tuyển thủ ở khu Thượng vị được vào vòng tranh cúp thưởng Não vương.
| Chú giải | Thắng/Tấn cấp | Thua/Chưa Tấn cấp | Bị loại |

### Tập 6, 7, 8, 9
| Thử thách                                                            | Mô tả | Kết quả |
| Tranh ghế Thượng vị                                                  | Tranh ghế Thượng vị | Tranh ghế Thượng vị |
| -------------------------------------------------------------------- | --- | --- |
| Cắt ngọt kim cương                                                   | Tuyển thủ nhận được một viên kim cương lập thể bất quy tắc do một Khối lập phương bị 8 mặt phẳng ngẫu nhiên cắt ra mà thành. Tuyển thủ từ 40 mặt phẳng trên sân khấu cần chọn chính xác 8 mặt phẳng được dùng để cắt thành viên kim cương đã cho. | Tô Sướng, Lâu Khai Nguyên |
| Cắt ngọt kim cương                                                   | Tuyển thủ nhận được một viên kim cương lập thể bất quy tắc do một Khối lập phương bị 8 mặt phẳng ngẫu nhiên cắt ra mà thành. Tuyển thủ từ 40 mặt phẳng trên sân khấu cần chọn chính xác 8 mặt phẳng được dùng để cắt thành viên kim cương đã cho. | Lý Duyệt Siêu, Tiền Dận Sâm |
| Hóa tròn thành vuông                                                 | Tuyển thủ sau khi nhận được một khối hình lập thể bất quy tắc tìm ra góc độ quan sát chính xác, đồng thời trên bảng trả lời lựa chọn các ô tròn với góc độ thích hợp tiến hành lắp ráp sao cho hình vẽ nối từ các Đường thẳng của những ô này trùng với góc độ quan sát chính xác. | Bạch Vũ Bằng, Chu Huy Vũ |
| Hóa tròn thành vuông                                                 | Tuyển thủ sau khi nhận được một khối hình lập thể bất quy tắc tìm ra góc độ quan sát chính xác, đồng thời trên bảng trả lời lựa chọn các ô tròn với góc độ thích hợp tiến hành lắp ráp sao cho hình vẽ nối từ các Đường thẳng của những ô này trùng với góc độ quan sát chính xác. | Chu Khoa Kỳ, Trương Tấn Khải |
| Thiểm quang mê đồ                                                    | Tuyển thủ nhận được một hình pixel kích thước 20x20 và một số khối màu sắc khác. Tuyển thủ dựa theo quy tắc chồng màu dựa trên 9 màu cho sẵn là đỏ, cam, vàng, lục, lam, chàm, tím, trắng, đen biến hóa thông qua di dời, xoay chuyển, chồng các khối màu lên nhau để tạo ra hình pixel mục tiêu. | Vương Vũ Hiên, Hoàng Minh Duệ |
| Thiểm quang mê đồ                                                    | Tuyển thủ nhận được một hình pixel kích thước 20x20 và một số khối màu sắc khác. Tuyển thủ dựa theo quy tắc chồng màu dựa trên 9 màu cho sẵn là đỏ, cam, vàng, lục, lam, chàm, tím, trắng, đen biến hóa thông qua di dời, xoay chuyển, chồng các khối màu lên nhau để tạo ra hình pixel mục tiêu. | Lương Khải Khang, Thân Vũ Kiệt |
| Ăn khối đoạt bảo                                                     | Tuyển thủ nhận được một khối lập thể chứa các vị trí có kho báu, vị trí của mỗi điểm tròn trong bàn biểu thị nơi này có kho báu. Tuyển thủ cần từ trong một vài khối tổ hợp màu chọn ra vài khối và ghép lại vào trong hình lập thể tạo ra một lộ tuyến từ điểm đầu đến điểm cuối. Mỗi một màu đại biểu cho quy tắc di chuyển như sau: xanh là đi thẳng (ngang), lục là rẽ trái, cam rẽ phải, vàng đi lên, tím đi xuống. Cuối cùng kiểm tra lộ tuyến, tuyển thủ có lộ tuyến đi qua nhiều kho báu nhất giành chiến thắng. | Dương Anh Hào |
| Ăn khối đoạt bảo                                                     | Tuyển thủ nhận được một khối lập thể chứa các vị trí có kho báu, vị trí của mỗi điểm tròn trong bàn biểu thị nơi này có kho báu. Tuyển thủ cần từ trong một vài khối tổ hợp màu chọn ra vài khối và ghép lại vào trong hình lập thể tạo ra một lộ tuyến từ điểm đầu đến điểm cuối. Mỗi một màu đại biểu cho quy tắc di chuyển như sau: xanh là đi thẳng (ngang), lục là rẽ trái, cam rẽ phải, vàng đi lên, tím đi xuống. Cuối cùng kiểm tra lộ tuyến, tuyển thủ có lộ tuyến đi qua nhiều kho báu nhất giành chiến thắng. | Hầu Thủ Thành |
| Trận hoán vị 1                                                       | | |
| Cánh đồng Sharingan                                                  | Mỗi tuyển thủ nhận được ba tấm giấy hai mặt có in hình mục tiêu. Trên sân thiết kế một số cối xay gió đang chuyển động, bên trên đều có tấm giấy hai mặt thiết kế các Sharingan khác nhau gấp thành hình chong chóng. Trong thời gian quy định, tuyển thủ quan sát các cối xay gió chuyển động tìm ra Sharingan tương ứng với hình mình có. Xếp hạng dựa theo số hình chính xác và thời gian đã dùng. | Hách Thần Chú. Từ Tân Khải |
| Trong kính xem họa                                                   | Trên sân khấu có 25 tấm gương vuông sẽ lấy góc nghiêng 45°, sau đó đặt vào trong một bàn kính 5 x 5 có bốn mặt xung quanh mỗi ô đều có thể nhét mảnh ghép vào. Tuyển thủ dựa vào các phần đã biết của bức tranh theo phong cách Tân Tạo hình của Piet Mondrian, suy luận ra vị trí chính xác các mảnh ghép còn lại của bức tranh này, đồng thời nhét chúng vào bàn kính sao cho sau khi được kính phản xạ có thể khôi phục ra bức tranh chính xác. Người hoàn thành trước sẽ giành chiến thắng. | Bạch Vũ Bằng. Tô Sướng. Lâu Khai Nguyên |
| Gân lá truy tung                                                     | Mỗi tuyển thủ sẽ nhận được một tác phẩm điêu khắc trên lá. Trên sân là bức tường mảnh ghép do rất nhiều mảnh ghép gân lá tạo thành trong đó có một số thuộc về tác phẩm điêu khắc mà tuyển thủ nhận được. Tuyển thủ quan sát và chọn ra các mảnh ghép để khôi phục tác phẩm điêu khắc. Người hoàn thành trước sẽ giành chiến thắng. | Vương Vũ Thành. Thường Tuấn Thạc. Vương Tâm Nhiễm                                                                                            |
| 6 tuyển thủ ở khu Hạ vị tiến vào thử thách tranh 4 suất ở Khu hạ vị. | | |
| Vi Quan Biện Tự                                                      | Các thiết bị cơ giới trên sân sẽ xáo trộn một số chữ thư pháp bị cắt rời từ trước. Trong thời gian quy định là 60 phút, Tuyển thủ cần dựa vào chữ nhận được tìm ra thiết bị cơ giới có chữ tương ứng. Đáp đúng một chữ được một đểm, 4 tuyển thủ trong top 4 sẽ giành được 4 suất ở Khu hạ vị. | Doãn Gia Huy. Cát Văn Đình. Dương Anh Hào. Hoàng Vũ Hiên.                                                                                    |
| Vi Quan Biện Tự                                                      | Các thiết bị cơ giới trên sân sẽ xáo trộn một số chữ thư pháp bị cắt rời từ trước. Trong thời gian quy định là 60 phút, Tuyển thủ cần dựa vào chữ nhận được tìm ra thiết bị cơ giới có chữ tương ứng. Đáp đúng một chữ được một đểm, 4 tuyển thủ trong top 4 sẽ giành được 4 suất ở Khu hạ vị. | Hoàng Minh Duệ. Trần Đĩnh Tân. |
| Vi Quan Biện Tự                                                      | Các thiết bị cơ giới trên sân sẽ xáo trộn một số chữ thư pháp bị cắt rời từ trước. Trong thời gian quy định là 60 phút, Tuyển thủ cần dựa vào chữ nhận được tìm ra thiết bị cơ giới có chữ tương ứng. Đáp đúng một chữ được một đểm, 4 tuyển thủ trong top 4 sẽ giành được 4 suất ở Khu hạ vị. | Giám khảo Vương Dục Hoành cũng tham dự (Không ảnh hưởng đến thành tích các tuyển thủ). Kết quả tìm ra được 15 chữ (15 đề) trong vòng 5 Phút. |
| Trận hoán vị 2                                                       | | |
| Nghệ thuật thu dọn                                                   | Thử thách này kết hợp giữa nghệ thuật thu dọn của nghệ sỹ người Thụy Điển Ursus Wehrli và tranh đen trắng. Tuyển thủ nhận được một bức tranh đã được chỉnh lý, bức tranh chỉnh lý là ngâu nhiên trích lọc từ các mảnh ghép đặc trưng của 10 bức tranh trong 50 bức tranh có sẵn trên sân khấu (có 3 bức tranh chứa 5 mảnh ghép, 3 bức tranh chứa 4 mảnh ghép, 4 bức tranh chứa 3 mảnh ghép, các mảnh ghép được sắp xếp dựa trên nghệ thuật thu dọn). Tuyển thủ cần trong các bức tranh trên sân khấu lựa chọn tối đa 5 bức tranh có thể là bức tranh chứa mảnh ghép ban đầu. Tìm được đúng 1 mảnh ghép được 1 điểm. Hai người thi đấu với nhau không thể chọn cùng một bức tranh. Trong thời gian quy định, người đạt điểm cao hơn sẽ giành chiến thắng. Nếu số điểm như nhau, ai dùng thời gian ít hơn sẽ thắng. | Dương Anh Hào. Lâu Khai Nguyên. Vương Vũ Hiên. Vương Vũ Thành                                                                                |
| 4 tuyển thủ ở khu Hạ vị tiến vào thử thách tranh 2 suất ở Khu hạ vị. | | |
| Cuồn cuộn tiến lên                                                   | Tuyển thủ sẽ nhận được một địa đồ kích thước 15 x 15 và một khối lập phương có 8 khối vuông với các hoa văn khác nhau ghép thành. Tuyển thủ quan sát hoa văn của khối lập phương và địa đồ để lựa chọn điểm đầu đặt khối lập phương, thông qua phương thức lăn không ngừng để hoa văn của khối lập phương phù hợp với hoa văn trên địa đồ. Quỹ tích của khối lập phương không được giao nhau hay trùng lặp. Mỗi hoa văn phù hợp sẽ được 1 điểm. Trong thời gian quy định, người đạt điểm cao hơn sẽ giành chiến thắng. Nếu số điểm như nhau, ai dùng thời gian ít hơn sẽ thắng. | Bạch Vũ Bằng. Tô Sướng |
| Cuồn cuộn tiến lên                                                   | Tuyển thủ sẽ nhận được một địa đồ kích thước 15 x 15 và một khối lập phương có 8 khối vuông với các hoa văn khác nhau ghép thành. Tuyển thủ quan sát hoa văn của khối lập phương và địa đồ để lựa chọn điểm đầu đặt khối lập phương, thông qua phương thức lăn không ngừng để hoa văn của khối lập phương phù hợp với hoa văn trên địa đồ. Quỹ tích của khối lập phương không được giao nhau hay trùng lặp. Mỗi hoa văn phù hợp sẽ được 1 điểm. Trong thời gian quy định, người đạt điểm cao hơn sẽ giành chiến thắng. Nếu số điểm như nhau, ai dùng thời gian ít hơn sẽ thắng. | Doãn Gia Huy. Cát Văn Đình |
| Trận hoán vị cuối cùng                                               | | |
| Xoay chuyển quỹ tích                                                 | Trước tiên, tuyển thủ hoàn thành thủ thách Trùng điệp tiêu dung dưa theo nguyên tắc: chồng chẵn lần hình sẽ mất, chồng lẻ lần hình sẽ giữ lại để đem một số hình cơ sở ghép thành hình mục tiêu. Trên sân khấu có một thiết bị Bánh răng có 12 bánh răng liên động, trên mỗi bánh răng có một số lỗ rỗng. Tuyển thủ căn cứ hình ảnh mục tiêu, tiến hành quan sát. Sau đó, cài then vào các lỗ rỗng thích hợp và mắc dây vào giữa các then để tạo thành hình ảnh mục tiêu. Hệ thống bánh răng cần di chuyển đến con số nào đó và tạo thành hình ảnh mục tiêu tức khiêu chiến thành công. Người đáp chính xác và dùng ít thời gian hơn sẽ thắng. | Bạch Vũ Bằng. Tô Sướng |
| Xoay chuyển quỹ tích                                                 | Trước tiên, tuyển thủ hoàn thành thủ thách Trùng điệp tiêu dung dưa theo nguyên tắc: chồng chẵn lần hình sẽ mất, chồng lẻ lần hình sẽ giữ lại để đem một số hình cơ sở ghép thành hình mục tiêu. Trên sân khấu có một thiết bị Bánh răng có 12 bánh răng liên động, trên mỗi bánh răng có một số lỗ rỗng. Tuyển thủ căn cứ hình ảnh mục tiêu, tiến hành quan sát. Sau đó, cài then vào các lỗ rỗng thích hợp và mắc dây vào giữa các then để tạo thành hình ảnh mục tiêu. Hệ thống bánh răng cần di chuyển đến con số nào đó và tạo thành hình ảnh mục tiêu tức khiêu chiến thành công. Người đáp chính xác và dùng ít thời gian hơn sẽ thắng. | Chu Huy Vũ. Vương Vũ Thành |

## Vòng 3 - Tranh bá cúp thưởng Não vương
8 tuyển thủ còn lại tham gia 2 trận đấu, với kết quả trận đầu tiên quyết định thứ tự tham gia trận thứ hai (tuyển thủ xếp hạng 1 vào trước, các tuyển thủ sau vào thi đấu muộn hơn tuyển thủ trước đó 2 phút). Hai tuyển thủ xếp cuối cùng ở trận thứ 2 bị loại. Sau đó 6 tuyển thủ còn lại tiếp tục tham gia thêm 3 trận đấu nữa, để xác định người giành cúp thưởng Não vương (cũng là đội trưởng của Trung Quốc chiến đội trong vòng thi Quốc tế).

### Tập 10, 11
| Chú giải | Thắng | Thua | Thắng trận chung kết |

| Thử thách | Mô tả | Kết quả |
| --- | --- | --- |
| Bò sữa mau chạy | Trên sân có một số khung Hình lăng trụ được phân bố trong các khu vực thường nhật của nông trại QQ như: khu ngủ, khu spa, khu nghỉ ngơi. Màn hình sẽ xuất hiện hình ảnh lần lượt của 8 con Bò sữa đồng thời khung Hình lăng trụ ngẫu nhiên sáng lên từ 10 đến 15 mảnh ghép của chúng. Sau 60 giây, 2 con rời đi để 2 con khác tiến vào. Tuyển thủ cần quan sát, ghi nhớ, tìm những mảnh ghép để ghép lại đúng hình dạng bò sữa mục tiêu. Trong thời gian quy định là 60 phút, tuyển thủ nào ghép chính xác nhiều hơn sẽ giành chiến thắng (6 mảnh ghép thành một con bò sữa hoàn chỉnh mới được tính 1 điểm). Nếu số điểm như nhau, ai dùng thời gian ít hơn sẽ thắng. | 1. Bạch Vũ Bằng 2. Lâu Khai Nguyên 3. Dương Anh Hào 4. Thạch Minh Hâm 5. Vương Vũ Hiên 6. Tô Sướng 7. Vương Tâm Nhiễm 8. Thường Tuấn Thạc |
| Manh mối chiến | Tuyển thủ cần liên tiếp hoàn thành hai hạng mục: dựa vào tình huống hoàn thành hạng mục A để lấy manh mối cho hạng mục B. Tuyển thủ có thể làm lại nhiều lần cho đến khi đáp án của hạng mục A ở trong phạm vi số bước tối ưu. Cuối cùng xếp hạng dựa theo thời gian của hạng mục B. Thử thách này không giới hạn thời gian. Các tuyển thủ thực hiện cho đến khi có 6 tuyển thủ ghép xong thử thách sẽ kết thúc, 2 người còn lại sẽ bị loại. - Hạng mục A: Trận địa bộc phá Tuyển thủ có một khối lập thể, khối màu đỏ bên trong bàn là khối trượt mở đầu, khối màu vàng là các điểm bộc phá. Khối trượt mở đầu có thể di động theo hướng đã chọn cho đến khi chạm điểm bộc phá hoặc bốn cạnh của bàn thì mới dừng lại. Khi khối trược chạm điểm bộc phá, điểm bộc phá này sẽ hướng ra xung quanh tất cả các phương trừ phương tiếp xúc mà bao tạc đồng thời làm biến đổi màu. Khối trượt có thể tiếp tục đi qua hướng khác nhưng không được đi qua hướng đã đổi màu cho đến khi nổ tất cả các điểm bộc phá thì hoàn thành thử thách. - Hạng mục B: Dị hình trùng trúc Trên mặt phẳng phân bố 5 cột trụ cao bằng nhau, tuyển thủ sẽ nhận được một tổ các khối manh mối và đem các khối manh mối này lắp ghép vào trong các cột trụ tạo thành Hình hộp chữ nhật 5x5x3. Trong quá trình thực hiện nếu phát hiện không ghép được cần quay lại thực hiện tiếp hang mục A để lấy manh mối mới. | - Thường Tuấn Thạc (34 phút 14,01 giây) - Vương Vũ Hiên (37 phút 32,56 giây) - Lâu Khai Nguyên (1 giờ 23 phút 41,27 giây) - Dương Anh Hào (1 giờ 46 phút 28,83 giây) - Bạch Vũ Bằng (1 giờ 53 phút 42,94 giây) - Thạch Minh Hâm (3 giờ 18 phút 44,46 giây) |
| Manh mối chiến | Tuyển thủ cần liên tiếp hoàn thành hai hạng mục: dựa vào tình huống hoàn thành hạng mục A để lấy manh mối cho hạng mục B. Tuyển thủ có thể làm lại nhiều lần cho đến khi đáp án của hạng mục A ở trong phạm vi số bước tối ưu. Cuối cùng xếp hạng dựa theo thời gian của hạng mục B. Thử thách này không giới hạn thời gian. Các tuyển thủ thực hiện cho đến khi có 6 tuyển thủ ghép xong thử thách sẽ kết thúc, 2 người còn lại sẽ bị loại. - Hạng mục A: Trận địa bộc phá Tuyển thủ có một khối lập thể, khối màu đỏ bên trong bàn là khối trượt mở đầu, khối màu vàng là các điểm bộc phá. Khối trượt mở đầu có thể di động theo hướng đã chọn cho đến khi chạm điểm bộc phá hoặc bốn cạnh của bàn thì mới dừng lại. Khi khối trược chạm điểm bộc phá, điểm bộc phá này sẽ hướng ra xung quanh tất cả các phương trừ phương tiếp xúc mà bao tạc đồng thời làm biến đổi màu. Khối trượt có thể tiếp tục đi qua hướng khác nhưng không được đi qua hướng đã đổi màu cho đến khi nổ tất cả các điểm bộc phá thì hoàn thành thử thách. - Hạng mục B: Dị hình trùng trúc Trên mặt phẳng phân bố 5 cột trụ cao bằng nhau, tuyển thủ sẽ nhận được một tổ các khối manh mối và đem các khối manh mối này lắp ghép vào trong các cột trụ tạo thành Hình hộp chữ nhật 5x5x3. Trong quá trình thực hiện nếu phát hiện không ghép được cần quay lại thực hiện tiếp hang mục A để lấy manh mối mới. | Tô Sướng, Vương Tâm Nhiễm |
| Tranh bá lục cường 6 tuyển thủ còn lại tiếp tục tham gia thêm 3 trận đấu nữa, để xác định người giành cúp thưởng Não vương (cũng là đội trưởng của Trung Quốc chiến đội trong vòng thi Quốc tế). | | |
| Truy tìm thiên khung | Trên sân có 23 thiên khung, hình ảnh trong mỗi thiên khung là do những đường nối giữa các đỉnh thiên khung tạo thành (có các hình từ hình 13 cạnh đến hình 35 cạnh). Tuyển thủ nhận được 18 hình ảnh cục bộ trích lọc ra trong một thiên khung ngẫu nhiên. Tuyển thủ căn cứ hình ảnh cục bộ nhận được tiến hành quan sát tìm ra hình ảnh cục bộ này thuộc về thiên khung nào đồng thời dùng vòng tròn đánh dấu vị trí này. Đây là hạng mục thi đấu giành đáp án, mỗi tuyển thủ đáp 3 đề, đề đáp rồi tuyển thủ khác không được đáp lại. Trong thời gian quy định, người có độ chính xác cao hơn sẽ giành chiến thắng. Nếu độ chính xác như nhau, ai dùng thời gian ít hơn sẽ thắng. | Bạch Vũ Bằng, Dương Anh Hào, Thạch Minh Hâm, Vương Vũ Hiên |
| Truy tìm thiên khung | Trên sân có 23 thiên khung, hình ảnh trong mỗi thiên khung là do những đường nối giữa các đỉnh thiên khung tạo thành (có các hình từ hình 13 cạnh đến hình 35 cạnh). Tuyển thủ nhận được 18 hình ảnh cục bộ trích lọc ra trong một thiên khung ngẫu nhiên. Tuyển thủ căn cứ hình ảnh cục bộ nhận được tiến hành quan sát tìm ra hình ảnh cục bộ này thuộc về thiên khung nào đồng thời dùng vòng tròn đánh dấu vị trí này. Đây là hạng mục thi đấu giành đáp án, mỗi tuyển thủ đáp 3 đề, đề đáp rồi tuyển thủ khác không được đáp lại. Trong thời gian quy định, người có độ chính xác cao hơn sẽ giành chiến thắng. Nếu độ chính xác như nhau, ai dùng thời gian ít hơn sẽ thắng. | Lâu Khai Nguyên, Thường Tuấn Thạc |
| Mạch điện điên cuồng | Ở bên cạnh mạch điện cỡ lớn trên sân khấu có 5 đèn hình lục giác, được nối song song với 5 đèn tương ứng trên mạch. 5 đèn này dưới Điện áp khác nhau sẽ hiển thị 5 màu: đỏ (từ 0V đến 1V), lục (từ trên 1V đến 2V), lam (từ trên 2V đến 3V), vàng (từ trên 3V đến 4V), tím (trên 4V). Tuyển thủ hai bên ra đề cho nhau trong 15 phút, sau đó giải đề đối thủ đã tạo (khi bắt đầu giải đề thì tất cả các đèn sẽ bị che lại). Tuyển thủ cần lựa chọn nguồn điện phù hợp, điều chỉnh Điện trở và đóng mở (các) công tắc phù hợp sao cho 5 đèn sáng các màu theo đúng thứ tự quy định của đề bài. Ưu tiên độ chính xác. Nếu độ chính xác như nhau, ai dùng thời gian ít hơn sẽ thắng. | Thạch Minh Hâm |
| Mạch điện điên cuồng | Ở bên cạnh mạch điện cỡ lớn trên sân khấu có 5 đèn hình lục giác, được nối song song với 5 đèn tương ứng trên mạch. 5 đèn này dưới Điện áp khác nhau sẽ hiển thị 5 màu: đỏ (từ 0V đến 1V), lục (từ trên 1V đến 2V), lam (từ trên 2V đến 3V), vàng (từ trên 3V đến 4V), tím (trên 4V). Tuyển thủ hai bên ra đề cho nhau trong 15 phút, sau đó giải đề đối thủ đã tạo (khi bắt đầu giải đề thì tất cả các đèn sẽ bị che lại). Tuyển thủ cần lựa chọn nguồn điện phù hợp, điều chỉnh Điện trở và đóng mở (các) công tắc phù hợp sao cho 5 đèn sáng các màu theo đúng thứ tự quy định của đề bài. Ưu tiên độ chính xác. Nếu độ chính xác như nhau, ai dùng thời gian ít hơn sẽ thắng. | Dương Anh Hào |
| Mạch điện điên cuồng | Ở bên cạnh mạch điện cỡ lớn trên sân khấu có 5 đèn hình lục giác, được nối song song với 5 đèn tương ứng trên mạch. 5 đèn này dưới Điện áp khác nhau sẽ hiển thị 5 màu: đỏ (từ 0V đến 1V), lục (từ trên 1V đến 2V), lam (từ trên 2V đến 3V), vàng (từ trên 3V đến 4V), tím (trên 4V). Tuyển thủ hai bên ra đề cho nhau trong 15 phút, sau đó giải đề đối thủ đã tạo (khi bắt đầu giải đề thì tất cả các đèn sẽ bị che lại). Tuyển thủ cần lựa chọn nguồn điện phù hợp, điều chỉnh Điện trở và đóng mở (các) công tắc phù hợp sao cho 5 đèn sáng các màu theo đúng thứ tự quy định của đề bài. Ưu tiên độ chính xác. Nếu độ chính xác như nhau, ai dùng thời gian ít hơn sẽ thắng. | Bạch Vũ Bằng |
| Mạch điện điên cuồng | Ở bên cạnh mạch điện cỡ lớn trên sân khấu có 5 đèn hình lục giác, được nối song song với 5 đèn tương ứng trên mạch. 5 đèn này dưới Điện áp khác nhau sẽ hiển thị 5 màu: đỏ (từ 0V đến 1V), lục (từ trên 1V đến 2V), lam (từ trên 2V đến 3V), vàng (từ trên 3V đến 4V), tím (trên 4V). Tuyển thủ hai bên ra đề cho nhau trong 15 phút, sau đó giải đề đối thủ đã tạo (khi bắt đầu giải đề thì tất cả các đèn sẽ bị che lại). Tuyển thủ cần lựa chọn nguồn điện phù hợp, điều chỉnh Điện trở và đóng mở (các) công tắc phù hợp sao cho 5 đèn sáng các màu theo đúng thứ tự quy định của đề bài. Ưu tiên độ chính xác. Nếu độ chính xác như nhau, ai dùng thời gian ít hơn sẽ thắng. | Vương Vũ Hiên |
| Trận Chung kết não vương | | |
| Con Đường Đỉnh Phong | Sa bàn trên sân có nhiều giao lộ đan xen, mỗi giao lộ đều có Đèn giao thông. Tuyển thủ cần dựa theo thông tin tại đèn giao thông ở mỗi ngã tư quy hoạch đường đi từ điểm xuất phát đến điểm đích có cúp thưởng Não vương. Xe chạy với tốc độ như nhau (1s/ô vuông). Ở các Đèn giao thông, tín hiệu đèn xanh kéo dài trong 10 giây, tín hiệu đèn đỏ kéo dài trong 20 giây. Người đưa được xe đến cúp thưởng Não vương trước sẽ chiến thắng. Nếu hai xe đến cùng lúc, người dùng ít thời gian quy hoạch đường đi hơn sẽ thắng. | Bạch Vũ Bằng |
| Con Đường Đỉnh Phong | Sa bàn trên sân có nhiều giao lộ đan xen, mỗi giao lộ đều có Đèn giao thông. Tuyển thủ cần dựa theo thông tin tại đèn giao thông ở mỗi ngã tư quy hoạch đường đi từ điểm xuất phát đến điểm đích có cúp thưởng Não vương. Xe chạy với tốc độ như nhau (1s/ô vuông). Ở các Đèn giao thông, tín hiệu đèn xanh kéo dài trong 10 giây, tín hiệu đèn đỏ kéo dài trong 20 giây. Người đưa được xe đến cúp thưởng Não vương trước sẽ chiến thắng. Nếu hai xe đến cùng lúc, người dùng ít thời gian quy hoạch đường đi hơn sẽ thắng. | Thạch Minh Hâm |

## Vòng 4 - Đấu Quốc tế
Kết thúc vòng 3, Viện sĩ Viện Khoa học Trung Quốc: Giáo sư Thi Nhất Công trở thành đội trưởng của Trung Quốc chiến đội thi đấu với Quốc tế chiến đội do Robert Desimone là đội trưởng. Hai đội thi đấu 4 hạng mục. Đội thắng được 1 điểm. Hòa thì không có điểm. Tổng kết đội nào điểm cao hơn sẽ chiến thắng. Kết quả Quốc tế chiến đội thắng chung cuộc 2-1.

### Tập 12
| Chú giải | Thắng | Hòa | Thua |

| STT | Trung Quốc chiến đội          | Quốc tế chiến đội                                | Thử thách            | Mô tả | Diễn biến và tỉ số hoặc kết quả                                               |
| --- | ----------------------------- | ------------------------------------------------ | -------------------- | --- | ----------------------------------------------------------------------------- |
| 1   | Vương Vũ Hiên                 | Áo Martin Schmelzle                              | Tinh tế chi nhãn     | Trên sân khấu mô phỏng có 25 hành tinh và tiểu hành tinh. Hành tinh số 1 là Mặt Trời chỉ xoay quanh trục, 24 hành tinh còn lại phân bố trên ba quỹ đạo khác nhau, có vận tốc quay quanh Mặt Trời và tự quay khác nhau. Trên bề mặt của 24 hành tinh có 40 máy thăm dò vũ trụ, cứ sau một tuần trăng chụp 1 ảnh. Tuyển thủ căn cứ vào thông tin tuần trăng nhận được và mã số máy thăm dò vũ trụ trong 3 đề bài để tìm ra các hành tinh mà máy thăm dò chụp được (kể cả hành tinh chỉ lọt một phần khung hình) trên hệ thống hành tinh đang đứng yên ở mốc thời gian 0. Đúng 1 hành tinh được 1 điểm, sai trừ 1 điểm (điểm sàn là 0). Tuyển thủ nào có tổng điểm cao hơn sẽ giành chiến thắng. Nếu tổng điểm như nhau, ai dùng thời gian ít hơn sẽ thắng. | 6 - 4                                                                         |
| 2   | Phó Hải Đông                  | Nhật Bản Yatani Takuya                           | Tính nhẩm đỉnh phong | Vòng 1: Cộng trừ tích điểm Tuyển thủ tự lựa chọn độ khó trong phép toán cộng trừ bao gồm: số lượng chữ số trong mỗi số hạng, dấu của các số hạng (chỉ dấu cộng hoặc kết hợp cộng và trừ), tốc độ hiển thị số và số số hạng. Sau đó tuyển thủ tiến hành đáp đề, đáp đúng thu được số điểm tương ứng, đáp sai 0 điểm. Thi đấu 3 hiệp, tổng điểm ai cao hơn sẽ thắng vòng này. Vòng 2: Nhân chia nhiều chữ số giành quyền trả lời Mỗi đề đều có một phép nhân và một phép chia. Mỗi đề tương ứng với một số điểm. Tuyển thủ cần tính toán cả hai phép tính, sau đó bấm chuông giành quyền trả lời. Đáp đúng cả hai phép tính thu được số điểm của đề, đáp sai bất kì phép tính nào thi đối phương thu được số điểm này. Thi đấu 5 đề, tổng điểm ai cao hơn sẽ thắng vòng này. Người thắng nhiều vòng hơn sec giành chiến thắng. Nếu hòa sẽ thi đấu hiệp phụ.                   | - Vòng 1: Phó Hải Đông thắng 30 - 14 - Vòng 2: Yatani Takuya thắng 6 - 2      |
| 2   | Phó Hải Đông                  | Nhật Bản Yatani Takuya                           | Tính nhẩm đỉnh phong | Vòng thi phụ: Tính nhẩm song song Màn hình trên sân khấu chia đôi, hiển thị cùng lúc hai phép tính, đều là Phép cộng số có ba chữ số. Tổng cộng có 3 đề, mỗi đề thời gian giãn cách hiển thị mỗi số giảm dần (đề 1: 1 giây; đề 2: 0,9 giây; đề 3: 0,8 giây). Thi đấu không cần giành quyền trả lời, chỉ tính độ chính xác. Đáp đúng cả hai phép tính mới được điểm. Nếu hết vòng thi phụ số điểm vẫn bằng nhau thì trận thi đấu này kết quả chung cuộc là hòa. | 2 - 2. Kết quả chung cuộc hai tuyển thủ hòa nhau.                             |
| 3   | Trần Trí Cường Từ Dương Nhiên | Mông Cổ Enkhshur Narmandakh Munkhshur Narmandakh | Chưởng văn điệp ảnh  | Trên sân khấu có 80 hình ảnh lòng bàn tay. Mỗi hình ảnh bao gồm vài lòng bàn tay đơn lẻ. Khách mời trên sân lựa chọn tùy ý 6 tổ hình ảnh lòng bàn tay làm thành 6 đề thi đấu. Bốn tuyển thủ ghi nhớ 6 đề hình ảnh lòng bàn tay. Tuyển thủ A sẽ đi quan sát trước trả lời trước. Sau khi hoàn thành thì tuyển thủ B mới bắt đầu. Hai tuyển thủ trong cùng đội tự phân chia số lượng đề ghi nhớ, ghi nhớ ít nhất là 1 đề. Sau đó, trong 200 hình ảnh lòng bàn tay trên sân khấu tìm ra tất cả những cái tương ứng. Trong thời gian quy định là 40 phút, đội nào điểm cao hơn sẽ giành chiến thắng (tìm ra tất cả hình ảnh lòng bàn tay mới được tính 1 điểm). Nếu số điểm như nhau, đội dùng thời gian ít hơn sẽ thắng. | 5 - 6                                                                         |
| 4   | Bạch Vũ Bằng                  | Nhật Bản Gotou Hiroki                            | Hải vực thần bí      | Hải vực trên sân bao quanh bởi rất nhiều hải đăng, trên mỗi ngọn hải đăng đều có một đèn lồng. Đèn sáng lên biểu thị đây là hải đăng mục tiêu, màu đỏ trên thân hải đăng đại biểu cho số 1, màu trắng trên thân hải đăng đại biểu cho số 0, tổng thể thông tin hai màu sẽ biểu thị một chữ số theo Hệ nhị phân. Sau khi nhân các con số đại biểu của các hải đăng mục tiêu cùng màu có thể nhận được một con số tương ứng với tọa độ trong hải vực. Hoàn thành 6 tọa độ phân thành 3 tổ là Tổ màu tím, vàng; Tổ màu lam, màu trắng; Tổ màu đỏ, màu lục; Tổ màu tím, màu vàng. Sau khi nối hai màu trong mỗi tổ có thể thu được một khu vực hình tam giác. Trọng tâm hình tam giác chính là nơi bảo tàng tồn tại. Tuyển thủ cần tìm ra chính xác tọa độ của bảo tàng. Tổng cộng có 3 đề, đáp đúng 1 đề được 1 điểm. Nếu số điểm như nhau, ai dùng thời gian ít hơn sẽ thắng. | Hai tuyển thủ đều đáp đúng 3 đề. Gotou Hiroki thắng do dùng thời gian ít hơn. |

## Khách mời danh tiếng
| Tập        | Khách mời                                                                                           |
| ---------- | --------------------------------------------------------------------------------------------------- |
| Cả mùa     | Vương Dục Hoành (thí sinh mùa 2, đội trưởng Thủy đội mùa 5) Tăng Hoa Minh (thí sinh mùa 9) Bàng Bác |
| 1, 2       | Vương Lạc Đan                                                                                       |
| 3          | Ngô Khắc Quần                                                                                       |
| 4 đến 12   | Quách Kỳ Lân                                                                                        |
| 4          | Diêm Hạc Tường                                                                                      |
| 1, 2, 3    | Quách Trạch Hạo (thí sinh mùa 9)                                                                    |
| 4 đến 11   | Trần Đế Lâm (thí sinh mùa này, đã bị loại từ tập 3)                                                 |
| 12         | Chu Huy Vũ (Não vương Mùa 8)                                                                        |
| 10, 11, 12 | Viện sĩ Viện Khoa học Trung Quốc: Giáo sư Thi Nhất Công                                             |

## Tài trợ
Sữa hộp QQ